# Rotondella
Rotondella ist eine italienische Gemeinde in der Provinz Matera in der Region Basilikata.
In Rotondella leben 2404 Einwohner (Stand am 31. Dezember 2023). Der Ort liegt 92 km südlich von Matera. Die Nachbargemeinden sind Colobraro, Nova Siri, Policoro, Tursi und Valsinni.
Der Ort entstand bereits in der Antike.